# そんぽの家
そんぽの家（そんぽのいえ）は、SOMPOケア株式会社が企画する高齢者向けケア付き住宅のブランド名。2016年6月まではアミーユ（Amille）というブランド名であった。アミーユとはフランス語の「アミ＝友達」、「ファミーユ＝家族」を組み合せた造語で、SOMPOケア株式会社の登録商標（第5354670号ほか）である。

## 種類
- そんぽの家 - 介護付有料老人ホーム
- そんぽの家S - サービス付高齢者向け住宅
- 在宅老人ホーム[2]

### アミーユ時代
サービス形態により以下の異なる名称を用いていた。

#### アミーユ
介護付有料老人ホーム。入居対象者は介護保険受給者(要支援1～要介護5) 個室。浴室・キッチンは室内には無い。メッセージが運営するものと、フランチャイズが運営するものがある。

#### アミーユレジデンス
介護付有料老人ホーム。入居対象者は介護保険受給者。個室。浴室とミニキッチン付き。メッセージが運営。

#### Sアミーユ
アミーユレジデンスと同内容だが、旧シルバーケア&サポートシステム株式会社（前身はメッセージと積水ハウスとの合弁会社「積和サポートシステム株式会社」が運営していたもの。

#### Cアミーユ
サービス付高齢者向け住宅で、「賃貸住宅」。入居対象者は自立から要介護5。Cは、コーポラティブ、コミュニティを意味している。住まいと介護を分離するという理念に基づき、要介護度五に上昇しても住み続けることができる。自己選択、自己決定が尊重され、自由と責任のもと散歩も買い物も許可は不要で出入りは自由、室内のインテリアやどのように住みこなすかも全く自由である。

#### Zアミーユ
訪問介護、訪問看護、生活支援、食事提供、緊急対応を組み合わせた「在宅老人ホーム」サービスだとしている。

## 特徴
「アミーユはご入居者様の約半数が要介護3～5の重度の方」となっており、平均介護度が高い。施設によっては医療依存度の高い入居者も受け入れ可能で、例えば東京のあるSアミーユは鼻腔、胃ろう、腸ろう、気切、喀痰、酸素、インスリン、透析、ストマ、バルーン、ALS、終末に対応可能としている。

## メディアによる紹介
- 日経スペシャル ガイアの夜明け 老人ホームを選ぶ時・・・（2004年2月10日、テレビ東京）[10]。
- ダイヤモンドＱの2014年10月3日の老人ホームランキングにおける大阪府のランキングでは、「アミーユ豊中穂積」「アミーユ北加賀屋」「アミーユ箕面」が同得点で9位となった[11]。週刊ダイヤモンド編集部の『全国・有料老人ホームランキング1001』でも、「アミーユ交野」「アミーユ豊中穂積」「アミーユ茨木東奈良」「アミーユ東大阪日下」が同点で10位にランクインしている[12]。

しかしそのうちのアミーユ豊中穂積は後に職員の暴行事件により半年間の新規受入停止処分を受ける。
- テレビ東京のNEWSアンサーで「在宅老人ホーム」すなわちZアミーユを好意的に紹介した[13]。

- 鶴蒔靖夫は、著書の中で、アミーユおよび代表取締役会長の橋本俊明について以下のように紹介している。

| ノーマライゼーションを実現する[14] 介護保険の導入など、日本の高齢者施策はそれなりに拡充されていったのだが、めざすべき理念はなく、そのため、施策は右往左往するばかりなのだ[14]。 だが、橋本はそうしたなかでも、ノーマライゼーション理念を掲げ、独自の高齢者住宅づくりを進めてきた[14]。 そして、平成二十年、十数年の紆余曲折を経て、ついに、ノーマライゼーション理念を実現させた、高齢者専用賃貸住宅（高専賃）「Cアミーユ」の展開を始めたのである[14]。 |
| 世界一、幸福なデンマークの高齢者[15] 「Cアミーユ」で実現されている暮らしは、日本の高齢者に、デンマークの高齢者のような、世界一の幸福な日々を約束するものだといえるだろう[16]。 |

## 職員の待遇
Sアミーユ川崎幸町の場合で介護職員として無資格・未経験で応募可能、夜勤5回、精勤手当、日祝手当等込みで月給20万1700円から、賞与は2ヶ月という条件である。
「業界動向サーチ」という調査によると、メッセージは売上高では業界3位であるがそれと比較して平均年収は業界17位、勤続年数は3.8年で業界15位と低迷している。
Sアミーユ川崎幸町の場合、2015年8月末時点で常勤の介護職員数は29人だが、2014年度に11人が会社を辞め、7人が系列施設へ異動したため、常勤職員の6割ほどが1年で入れ替わったことになる。

## 不祥事
以降に報道されているアミーユ関係の不祥事を記す。なお、橋本俊明はサービス付き高齢者向け住宅協会の会長でもある。

### Sアミーユ川崎幸町

#### 3人連続転落死
2014年11月4日
87歳の男性が4階から転落。
2014年12月9日
86歳の女性が4階から転落。
2014年12月31日
96歳の女性が6階から転落。
いずれも午前1時50分から4時17分までの未明の時間帯で、救急搬送されたが死亡が確認。当時は事故として扱われたが、その後の捜査により殺人事件であったことが判明。2016年2月16日に元職員の男が逮捕された。
神奈川エリアで最大規模の80室のこの施設は川崎市に提出の「有料老人ホーム重要事項説明書」によれば「安否確認の方法・頻度等」は「夜間にも夜勤介護３名が巡回」となっているが、仮眠をとるため転落が起きた未明の時間帯は実質2人体制だった。

#### 入浴中に溺死
2015年3月7日に、83歳の男性が入浴中に死亡。会社は「ご要望による自立入浴中の出来事でありました」と説明している。

#### 連続窃盗事件
2015年5月21日に、男性職員が窃盗の疑いで神奈川県警に逮捕され、懲戒解雇。9月10日の公判で検察側は、介護を任されている立場を悪用して19人の現金や貴金属類を盗んだと主張。
なお、この職員は、3人が転落した日にいずれも夜勤を担当していた23歳の男性である。
2015年9月24日に、横浜地裁は職員がマスターキーを持ち出して窃盗を繰り返していた点について「犯行態様が狡猾で被害も甚大だ」と指摘。関わったとされる19件の窃盗事件のうち16件は示談が成立しているため、残る3件の窃盗に関して懲役2年6ヶ月・執行猶予4年の判決を言い渡した。

#### 虐待の様子を家族が撮影
2015年6月に、施設に入所している女性の長男が隠しカメラで虐待の様子を撮影した。虐待は2年前から日常的に行われていたという。読売報道によると長男は「今年4月頃から体の痛みを訴え始め、施設に何度も相談したのに改善されなかった」と憤った。NHKの取材に対して長男は「施設側は撮影するまで母親や自分たちの訴えに取り合わなかった」と答えた。
男性が日刊スポーツに音声と映像を提供して語ったところによると、異変に気づいたのは約3年前で、母が暴行を受けたと訴えておびえていたため室内にＩＣレコーダーを設置。暴行の記録音声を基に施設へ改善を訴えたが、施設幹部から相手にされなかった。川崎市へ報告したが「音声だけでは証拠にならない」と言われたので動画の撮影へ踏み切ったと取材に答えた。
一般論として介護施設において認知症の入居者が職員に暴力を振るうことがあるのは確かだが、アミーユは、契約時の重要事項説明書の中で「施設からの契約解除」として「共同生活の秩序を著しく乱し、他の入居者に迷惑をかける恐れがあるとき。」と記載されているので
認知症のため暴力的な振る舞いをすると判っているなら他の入居者に迷惑をかける恐れがあるから入居契約を解除することは可能である。問題の動画（川崎ホーム職員の暴行暴言 入所者家族が隠しカメラ）を確認すると、職員は暴言を吐き、認知症ではあっても職員に暴力を振るったわけではない女性入居者に対して職員が音がするほどに頭を殴っている。また入居者を引きずってベッドに放り投げる、ナースコールを押すと爆発すると嘘をつく場面も映っている。そのため撮影された職員らの行動は、認知症の女性が暴力を振るってきたためつい身を守ってしまった、のような性質のものではない。

#### 大腿骨骨折を様子見
2015年8月の午前2時頃、認知症を患う女性が骨折しているのに職員が気付いたが意識はあるとして様子見の対応が取られ、緊急性はないと家族に連絡して病院搬送した時には午前9時を過ぎていた。施設側を問いただすと不手際を認めた。家族は、母親は施設の男性職員が来ると怖がって暗い感じだった、入院後に笑うようになったと語っている。

### アミーユ豊中穂積

#### 傷害事件
2015年6月18日未明、廊下を徘徊していた70代女性を部屋に戻そうとして、頭をたたいて首を絞め、腰を蹴るなど暴行。女性は転倒して頭部を強打し救急搬送、大阪府警豊中南署が職員を傷害容疑で現行犯逮捕。女性は頭部に3週間の怪我。職員は懲戒解雇。元職員は同じ女性に5月にも2回、頭部を平手打ちするなど暴行していた職員向けの虐待防止研修なども不十分だった。

### Cアミーユ瑞穂公園

#### 入居者焼死
2015年3月26日、3階居室で火災が発生しクローゼットの衣類や壁紙などを焼いた。入居者が全身に火傷をしており、間もなく死亡
。

### Sアミーユ横浜神大寺

#### 虐待疑い
2014年6月、80代女性入所者の右目の下などに痣ができていたため家族が虐待の疑いがあるとして市に通報。横浜市が調査したが物証がなかったため虐待とは認定せず、改善報告書を提出させた。
2014年10月、90代女性入所者の顔を職員が介護時に強く押さえ痣になった。施設側がすぐに横浜市へ報告したため虐待認定しなかった。

### Ｓアミーユ三鷹新川

#### 看護師が暴行
2014年8月、女性看護師が、胃ろう処置中の60代男性の手が当たったため顔を叩いた。看護師は暴行を否定したが退職。

### アミーユ大曽根

#### 顔にオムツを乗せる
2015年6月、名古屋市北区上飯田東のアミーユ大曽根で職員が女性入居者の顔に未使用のおむつをのせる虐待行為があり、名古屋市が改善を指導。

### Cアミーユ淡路駅前

#### 入居者が孤独死
2015年7月28日から新聞が溜まっているのを配達員が不審に思って相談し、警察が入居者の死亡を確認。運営会社は入居者が安否確認を拒否したとしているが、安否確認拒否の同意書は記入されていなかった。
有料老人ホームであれば、施設であるので個室でも安否確認のために管理者が入居者に断りなく居室に入る事ができるが、Cアミーユは「賃貸住宅」であり許可なしに居室に入れば住居侵入になるので勝手に安否確認することはできない。しかし亡くなった入居者の家族は、仮に拒否しても方法はあったはずだと納得していない。

### ウエルピア市川壱番館

#### 転落死
2013年9月、認知症と診断されており物忘れや夜間に歩き回る症状があった86歳の男性が4階の自室ベランダの外壁の上にしゃがんでいるのを職員が発見。声を掛けたが転落し、頭などを強く打ち約1カ月後に死亡。
遺族側は「ベランダに出られないよう要望したのに、対策が不十分だった」と主張し2014年2月に損害賠償を求めて東京地裁に「メッセージ」を提訴

。

### ウエルピア市川弐番館

#### 集団食中毒死
2016年8月、ウエルピア市川（弐番館）において発生した食中毒により入居者3人が死亡した。

### アミーユ松戸五香

#### 転落死
2014年11月、入所後数日の80歳の男性が3階の個室ベランダから転落。警察は事故として処理
。

### 世田谷区の系列施設

#### 骨折を報告漏れ
東京都は2月の検査でSアミーユ系列の施設が入所者3人の骨折を区に報告していなかった事を指摘。担当者が、介護者による援助中の骨折ではないため報告不要と誤認識していた。施設は事故報告書を3月に、改善報告書を4月に提出した。

## ノーマライゼーションと事故
ノーマライゼーションの理念を実現させるために始められ、認知症の人も受け入れるアミーユは、介護付き有料老人ホームに分類されるタイプの施設であっても、一般の住宅同様に、入所者がベランダの外に出られる構造になっている。市川市の転落事故の訴訟で施設側は「鉄柵を含めて110センチあり、転落防止に十分だった。」と主張している。一方、Sアミーユ川崎幸町のベランダの手すりの高さは、約120センチだった。

## 社会的反応

### 川崎市
2014年に「施設の運営状況を全体的に把握できるようにする」として監査指導課が廃止され、高齢者施設などへの実地指導や監査は3部門で分担・兼任する組織改正が行われた結果、市が2014年に実地指導や監査をした施設数は160所にとどまり、2013年度の263箇所から大幅に減少した。
2015年9月16日、川崎市は介護保険法に基きSアミーユ川崎幸町に立ち入り監査を行った。厚生労働省の職員3人も同行した。
この点、市長は「もう少し深く見ておく必要があった」と述べている。
2015年9月25日、川崎市はSアミーユ川崎幸町に2度目の立ち入り監査を行った。前回の16日は転落死問題を調べ、今回は男性職員4人による虐待、職員による連続窃盗事件、入浴中の溺死について、施設責任者らから事情を聴くとみられる。

### 豊中市
2015年9月14日付でアミーユ豊中穂積に対し指定の一部効力を停止する行政処分を行なった。認定した法令違反は以下である。
人格尊重義務違反
介護職員が利用者に対し、叩く、蹴る、首を絞めるなどの身体的虐待を複数回行った。
高齢者虐待防止措置違反
メンタルヘルスケア等に関する取組み、危機管理体制の整備、チームケアに対する取組みが不十分であった等、高齢者虐待を適切に防止する措置を怠った。
市は10月1日から6カ月間、新規受入停止の処分を通知し、今後の指導方針として、事業者へ改善計画の策定を求め、計画の進捗状況をモニタリングしていく。

### 千葉県
川崎市の老人ホームで転落死が相次いだ問題を受け、千葉県が所管する高齢者福祉施設の事故報告を調査した結果、市川市と松戸市の施設で入居者が転落して死亡していた。県は9月末に両施設に立ち入り検査を実施。

### 厚生労働省
2015年9月15日、塩崎恭久厚生労働大臣が記者会見で記者の質問に対し以下のように発言した。
| 今回、大阪の豊中で「株式会社メッセージ」、これは今の川崎市で3人の方々が亡くなられた所と同じ運営会社でありますが、有料老人ホームの「アミーユ豊中穂積」という所で今御指摘の虐待が高齢者に対して行われていたということでありまして、これは極めて遺憾なことであります。この件につきましては、豊中市から、利用者に対する身体的虐待等の事実が確認されたため、3か月新規受入停止の処分が行われたものと承知をしております。厚労省としては、こうした状況を踏まえて、今後同社、つまり「メッセージ」に対する業務管理体制の特別検査[注釈 8]を行う予定でございます。このような残念な事件が相次いでいる運営会社である「メッセージ」にきちっとした検査を行うということでございます[63]。 |
2015年9月18日、厚生労働省は介護保険法に基づき運営会社メッセージの関東オフィスを立ち入り検査した。岡山市の本社は29日に立ち入り検査を行った。

### 合同労働組合
一般合同労働組合の東京北部ユニオンアミーユ支部は9月11日に声明を出し、一連の事故を個人の責任にして幕引きすべきではなく、原因は介護の知識や経験がない他業種参入による低賃金、人員不足、過重労働、安全対策の不備であるとしている。また現場の反対を押し切って薬の居室保管を進めたため誤薬事故が増えたことや処遇改善加算の一律配布が行われていないとも指摘し、「介護業界は食っていけない低賃金が蔓延し、離職が後をたたない。介護現場そのものが崩壊している。したがってこれは、Sアミーユ川崎幸町だけ、あるいはアミーユだけの問題ではない。すべての介護職場の問題だ。」としている。

### 英字新聞
一連の事件はオンラインの英文ニュースでも報道された。
- Rest home staff caught abusing woman on video after 3 residents fell to deaths September 10, 2015 THE MAINICHI NEWSPAPERS

- Nursing home employee arrested for choking elderly resident Sep. 15, 2015 Japan Today

## 「そんぽの家」移行後の動向
2019年以降は2000年代前半に開設された「そんぽの家」が老朽化に伴って新築移転やリノベーションが行われるようになり、リニューアルを機に旧SOMPOケアネクストから引き継いだ「ラヴィーレ」へのブランド転換も行われるようになった。
- 岡山県岡山市東区にあったグループホーム「そんぽの家 GH平井（2000年3月開設）」と岡山県岡山市中区にあった介護付きホームの「そんぽの家 西台寺（2002年4月開設）」は老朽化に伴って2019年11月に2ヶ所まとめて同市中区へ隣接する形で新築移転となり、「そんぽの家 GH岡山平井」と「そんぽの家 岡山平井」に名称変更された[66]。
- 東京都世田谷区の介護付きホーム「そんぽの家 駒沢公園」は建物のリノベーションが行われ、2019年12月に「ラヴィーレ 駒沢公園」へブランド転換の上、リニューアルされた[67]。
- 岡山県倉敷市の介護付きホーム「そんぽの家 新倉敷（2001年3月開設）」は建物の老朽化と設備の劣化に伴って同市内へ新築移転となり、2020年10月に「そんぽの家 倉敷西」へ改称の上、リニューアルされた[68]。
- 大阪府大阪市の介護付きホーム「そんぽの家 西淀川（2000年12月開設）」は建物の老朽化と設備の劣化、更には利便性の向上を図るため同市内へ新築移転となり、2020年11月に「そんぽの家 姫島駅前」へ改称の上、リニューアルされた[69]。
- 大阪府池田市の介護付きホーム「そんぽの家 池田（2001年6月開設）」は建物の老朽化と施設の劣化、更には職員の環境整備を整える為同市内へ新築移転となり、2021年4月に「ラヴィーレ 池田」へブランド転換の上、リニューアルされた[70]。
- 大阪府豊中市の介護付きホーム「そんぽの家 豊中穂積（2002年5月開設）」は建物の老朽化と施設の劣化に伴って同市内へ新築移転となり、2022年4月に「ラヴィーレ 豊中」へブランド転換の上、リニューアルされた[71]。

また、2022年4月に新ブランドの立ち上げによるホームブランドの再編に伴い、SOMPOケアシニアライフサポート（旧:東京建物シニアライフサポート）から継承された施設のうち、埼玉県さいたま市の介護付きホーム「サンスーシ大和田」と東京都大田区の介護付きホーム「グレイプスウィズ大森西」について、名称変更により「そんぽの家」へ統合。2023年2月に埼玉県ふじみ野市のサービス付き高齢者向け住宅「グレイプスふじみ野」について、他社への運営委託からSOMPOケアの直接運営へ移行するとともに、名称変更により「そんぽの家S」へ統合された。

### 参考資料
- 鶴蒔靖夫『老後の住まい革命―「メッセージ」が高齢者の暮らしを変える』IN通信社、東京、2009年12月22日。ISBN 9784872183238。

- 週刊ダイヤモンド編集部『介護型、自立型などタイプ別でみる 全国・有料老人ホームランキング1001』ダイヤモンド社、東京、2008年3月13日。ISBN 9784478004548。